# سياسة أستراليا البيضاء

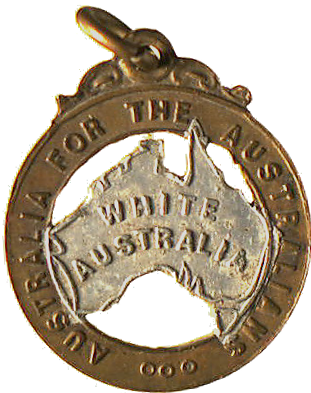

سياسة أستراليا البيضاء هو مصطلح ينطوي على مجموعة من السياسات العرقية التاريخية التي تهدف إلى منع الأشخاص من أصل إثني غير أوروبي، ولا سيما الآسيويين وسكان جزر المحيط الهادئ، من الهجرة إلى أستراليا، اعتبارًا من عام 1901. ألغت حكومات أستراليا اللاحقة هذه السياسات تدريجيًا بين عامي 1949 و1973.
ساهمت المنافسة القائمة في حقول الذهب بين عمال المناجم الأوروبيين والآسيويين (خاصة الصينيين)، ومعارضة اتحاد العمال استقدام سكان جزر المحيط الهادئ (ولا سيما جزر البحر الجنوبي) إلى مزارع السكر في كوينزلاند، في تعزيز مطالب الغاء الهجرة منخفضة الأجر من آسيا وجزر المحيط الهادئ أو الحد منها. منذ خمسينيات القرن التاسع عشر، فرضت الحكومات الاستعمارية قيودًا على أفراد الأسرة التي تنضم إلى عمال المناجم الصينيين الموجودين في أستراليا. فرضت السلطات الاستعمارية ضريبة خاصة على المهاجرين الصينيين واستُثني منها المهاجرون الآخرون. قرب نهاية القرن التاسع عشر، مارست النقابات العمالية ضغوطات لإيقاف المهاجرين الصينيين العاملين في قطاعي الأثاث والحدائق السوقية.
بعد فترة وجيزة من تحول أستراليا إلى اتحاد فيدرالي في يناير 1901، صاغ ألفريد ديكين، الذي أصبح لاحقًا ثاني رئيس وزراء لأستراليا، قانون تقييد الهجرة، وأصدرته حكومة إدموند بارتون الفيدرالية في عام 1901. كان إقرار مشروع القانون هذا إيذانًا ببدء سياسة أستراليا البيضاء باعتبارها سياسة للحكومة الاتحادية الأسترالية. زادت الإجراءات المُتخذة لاحقًا من تعزيز السياسة حتى بداية الحرب العالمية الثانية. منحت هذه السياسات المهاجرين البريطانيين الأفضلية على جميع المهاجرين الآخرين خلال العقود الأربعة الأولى من القرن العشرين. خلال الحرب العالمية الثانية، أيّد رئيس الوزراء جون كورتين، عضو في حزب العمل الأسترالي، هذه السياسة قائلًا «أن هذا البلد سيبقى دائمًا موطنًا لأحفاد الذين أتوا إلى هنا بطريقة سلمية من أجل إنشاء بؤرة للعرق البريطاني في البحار الجنوبية.»
ألغت الحكومات المتعاقبة السياسة على مراحل بعد انتهاء الحرب العالمية الثانية، وذلك بتشجيع هجرة غير البريطانيين وغير البيض، ما فتح باب الهجرة أمام الكثير من الجماعات متعدد الأعراق بعد الحرب. ألغت حكومتا مينزيس وهولت (1949-1967) السياسات بفعالية بين عامي 1949 و1966، وأصدرت حكومة وايتلام قوانين من شأنها التأكيد على تجاهل العرق كليًا عند الهجرة إلى أستراليا في عام 1973. في عام 1975، أقرت حكومة وايتلام قانون التمييز العنصري الذي جعل معايير الاختيار القائمة على أساس عنصري غير قانونية. في العقود التي تلت ذلك، حافظت أستراليا على وتيرة استقبال المهاجرين متعددي الأعراق على نطاق واسع. اعتبارًا من عام 2018، أتاح برنامج الهجرة في أستراليا للأشخاص القادمين من أي بلد طلب الهجرة إلى أستراليا، بغض النظر عن جنسيتهم أو إثنيتهم أو ثقافتهم أو دينهم أو لغتهم، شريطة استيفائهم للمعايير المنصوص عليها في القانون.

## سياسة الهجرة في الاتحاد

### حقبة حمى الذهب
تدفق العديد من المهاجرين من أنحاء العالم إلى أستراليا عقب اكتشاف الذهب فيها عام 1851. بلغ عدد سكان مستعمرة نيو ساوث ويلز 200,000 فقط في عام 1851، إلا أن تدفق المستوطنين الهائل المدفوع بحمى الذهب الأسترالية حول المستعمرات الأسترالية اقتصاديًا وسياسيًا وديموغرافيًا. على مدى الأعوام العشرين المقبلة، هاجر 40 ألف رجل صيني وأكثر من 9 آلاف امرأة (أغلبهن من الكانتونيين) إلى حقول الذهب بحثًا عن الرخاء.
صاحب اكتشاف الذهب ثروة كبيرة ولكن توترات اجتماعية جديدة. تدفق المهاجرون متعددي الأعراق إلى نيو ساوث ويلز بأعداد كبيرة لأول مرة. أدى التنافس على حقول الذهب، ولا سيما استياء عمال المناجم البيض من نجاحات عمال المناجم الصينيين، إلى نشوب توترات بين الجماعات وتصاعدت تلك التوترات إلى سلسلة من الاحتجاجات وأعمال الشغب، بما في ذلك شغب باكلاند في عام 1857 وشغب لامبينغ فلات بين 1860 و1861. في 16 نوفمبر 1854، عين الحاكم هوثام لجنة ملكية معنية بالمشاكل والمظالم المتعلقة بالذهب الفيكتوري. أدى ذلك إلى فرض قيود على ضرائب الهجرة والإقامة الصينية من المقيمين الصينيين في فيكتوريا من عام 1855 ومن ثم نيو ساوث ويلز على غرار ذلك في عام 1861. بقيت هذه القيود سارية المفعول حتى أوائل سبعينيات القرن التاسع عشر.

### الدعم المقدم من حركة العمالة الأسترالية
افتُتحت قاعة الحرف في ملبورن عام 1859 بالإضافة إلى افتتاح مجالس الحرف والعمل وقاعات الحرف في جميع المدن ومعظم البلدات الإقليمية على مدى الأربعين عامًا مقبلًا. أثناء ثمانينيات القرن التاسع عشر، نشأت النقابات العمالية بين المشرفين وعمال المناجم وعمال التحميل، ولكنها سرعان ما انتشرت لتشمل جميع وظائف الياقات الزرقاء تقريبًا. أدى النقص في العمالة إلى ارتفاع أجور الطبقة العاملة الماهرة المزدهرة، والتي طالبت نقاباتها بأن تكون عدد ساعات العمل ثماني ساعات من اليوم وغيرها من الفوائد غير المألوفة في أوروبا، وتمكنت من تحقيق مطالبها.
حظيت أستراليا بسمعة «جنة الرجل العامل». حاول بعض أرباب العمل التقليل من شأن النقابات باستيراد العمالة الصينية. أسفر ذلك عن رد فعل أدى إلى تقييد جميع المستعمرات أمام الهجرة الصينية والآسيوية الأخرى. هذا ما بُنيت عليه سياسة أستراليا البيضاء. كان من المقرر أن يستمر الاتفاق الأسترالي لسنوات عديدة قبل أن يُلغى تدريجيًا في النصف الثاني من القرن العشرين، وكان هذا الاتفاق قائمًا على التحكيم الصناعي المركزي، بقدر من المساعدة الحكومية وخاصة للصناعات الأولية، وأستراليا البيضاء.
أدى ازدهار صناعة السكر في كوينزلاند في سبعينيات القرن التاسع عشر إلى البحث عن عمال مستعدين للعمل في بيئة استوائية. خلال هذا الوقت، جُلِب آلاف العمال من كاناكاس (سكان جزر المحيط الهادئ) إلى أستراليا كعاملين مؤجرين. عُرِفت هذه الممارسات وما يرتبط بها من جلب العمالة غير البيضاء لاستخدامها بتكلفة زهيدة بـ «الطائر الأسود» والتي تشير إلى تشغيل الأشخاص من خلال الخداع والاختطاف للعمل في المزارع، وخاصة مزارع قصب السكر في كوينزلاند (أستراليا) وفيجي. في سبعينيات وثمانينيات القرن التاسع عشر، بدأت الحركة النقابية سلسلة من الاحتجاجات ضد العمالة الأجنبية. تمثلت حججهم بأن الآسيويين والصينيين استولوا على وظائف الرجال البيض وعملوا بأجور دون المستوى وجعلوا ظروف العمل متدنية ورفضوا النقابة.
كان مصدر الجزء الأكبر من الاعتراضات على هذه الحجج هو أصحاب الأراضي الأثرياء في المناطق الريفية، إذ صرحوا بأنه في حال عدم عمل الآسيويين في المناطق المدارية من الإقليم الشمالي وكوينزلاند، سيتعين عليهم التخلي عن المنطقة. على الرغم من هذه الاعتراضات على تقييد الهجرة، سنت جميع المستعمرات الأسترالية بين عامي 1875 و1888 تشريعًا استبعد جميع المهاجرين الصينيين. لم يُطرد المهاجرون الآسيويون المقيمون بالفعل في المستعمرات الأسترالية واحتفظوا بنفس الحقوق التي يتمتع بها المواطنون الأنغلو والجنوبيون.
في عام 1895، أُبرمت اتفاقيات لزيادة هذه القيود عقب مؤتمر رئيس الوزراء الاستعماري حيث وافقت جميع المستعمرات على توسيع نطاق القيود المفروضة على دخول المهاجرين لتشمل جميع الأعراق غير البيض. مع ذلك، وفي محاولة لسن هذا التشريع، تحفظ حكام نيو ساوث ويلز وجنوب أستراليا وتاسمانيا على هذه القوانين وذلك بسبب إبرامهم معاهدة مع اليابان، ولم تصبح هذه التشريعات قانونًا. عوضًا عن ذلك، استُحدث قانون ناتال لعام 1897، والذي يقيد «الأشخاص غير المرغوب فيهم» بدلًا من أي عرق محدد.

لم تكن الحكومة البريطانية في لندن سعيدة بالتشريع الذي يميز ضد أشخاص معينين في إمبراطوريتها، ولكنها قررت عدم رفض القوانين الصادرة. صرّح وزير المستعمرات جوزيف تشامبرلين في عام 1897:
«إننا نتعاطف تمامًا مع تصميم هذه المستعمرات القائم على الحد من تدفق أشخاص أجانب في الحضارة أو في الدين أو العادات، والذين من شأن تدفقهم أن يتدخل بشكل خطير في الحقوق المشروعة للسكان العاملين الحاليين.»